# Passiflora filipes
Passiflora filipes là một loài thực vật có hoa trong họ Lạc tiên. Loài này được Benth. mô tả khoa học đầu tiên năm 1843.